# Jayasuvarnapura, Hosadurga
Jayasuvarnapura là một làng thuộc tehsil Hosadurga, huyện Chitradurga, bang Karnataka, Ấn Độ.